# Jari Litmanen
Jari Olavi Litmanen (sinh ngày 20 tháng 2 năm 1971 tại Lahti) là một cầu thủ bóng đá Phần Lan hiện đã giải nghệ.
Ông được coi là cầu thủ vĩ đại nhất của Phần Lan. Ông được chọn là cầu thủ Phần Lan hay nhất trong 50 năm qua bởi Hiệp hội bóng đá Phần Lan trong tháng 11 năm 2003. Litmanen cũng đã về đích thứ 42 trong 100 cầu thủ Phần Lan được bỏ phiếu nhiều nhất trong năm 2004. Hiệp hội bóng đá thống kê '(The AFS) thống kê Litmanen là cầu thủ xuất sắc thứ 53 trong lịch sử. Ở Phần Lan, ông thường được gọi là "Litti" hoặc "Kuningas" ("Ông vua").
Litmanen là đội trưởng trong thời gian dài và hiện là sự lựa chọn thứ hai ở vị trí đội trưởng của đội tuyển quốc gia Phần Lan, trong một sự nghiệp quốc tế kéo dài hai thập kỷ. Trong sự nghiệp câu lạc bộ của mình, ông đã chơi cho Reipas, HJK, MyPa Lahti và tại Phần Lan, cũng như Ajax Amsterdam, Barcelona, Liverpool, Hansa Rostock, Malmö FF và Fulham ở nước ngoài. Một khi được coi là một trong những tiền vệ tấn công tốt nhất trên thế giới, ông trở thành người đầu tiên được coi là siêu sao bóng đá Phần Lan, khi chơi cho Ajax vào giữa những năm 1990. Ông là một cầu thủ chủ chốt ở giúp Amsterdam giành Champions League năm 1995.

## Sự nghiệp câu lạc bộ

### Giai đoạn đầu
Litmanen lần đầu tiên ra mắt đội bóng của ông-cho Reipas tại Phần Lan's sau đó là đội bóng ở giải đấu cao nhất Mestaruussarja ở tuổi 16 vào năm 1987. Sau bốn mùa ông chuyển đến HJK, câu lạc bộ lớn nhất của Phần Lan, trong năm 1991. Một năm sau đó ông tham gia MyPa, nơi ông đã được huấn luyện bởi Harri Kampman, những người sau này trở thành đại diện của mình. Litmanen đoạt Cúp Phần Lan với MyPa trước khi chuyển ra nước ngoài vào mùa hè năm 1992. Màn trình diễn của ông trong trận chung kết đã thuyết phục một tuyển trạch viên của Ajax rằng các câu lạc bộ nên ký hợp đồng với ông. "Đối với tôi, anh là cầu thủ," các tuyển trạch viên sau này nói với truyền hình Phần Lan.

### Ajax
Litmanen đã được theo đuổi bởi một số câu lạc bộ châu Âu, nhưng cuối cùng Ajax mua ông. Mùa giải đầu tiên của ông ở Hà Lan đã phải chịu nấp dưới cái bóng của Dennis Bergkamp, nhưng khi Bergkamp chuyển đến Inter Milan Litmanen trở thành người đã được trao số áo nổi tiếng 10. Anh đã ghi 26 bàn trong mùa giải 1993-1994, trở thành Vua phá lưới, và dẫn dắt Ajax đến chức vô địch.
Ông là một trong những cầu thủ ngôi sao của đội bóng do Louis van Gaal dẫn đắt đạt đến trận chung kết UEFA Champions League. Litmanen trở thành cầu thủ đầu tiên của Phần Lan đã giành Cúp châu Âu khi Ajax đánh bại Milan trong trận chung kết 1994-1995. Năm 1995-96, Litmanen là Vua phá lưới cúp C1 với chín bàn thắng, bao gồm bàn gỡ trong trận chung kết với Juventus, mà Ajax bị thua trên chấm luân lưu 4-2. Ông cũng đã đoạt Cúp Intercontinental trước Gremio năm 1995, và về thứ ba trong cuộc bỏ phiếu cho Ballon d'Or (Quả bóng vàng châu Âu của năm), đã về đích thứ tám năm trước đó.
Litmanen có bảy năm ở Amsterdam, giành bốn chức vô địch Hà Lan và ba Cup quốc gia Hà Lan. Ông là Vua phá lưới trong giải vô địch châu Âu với 24 bàn thắng trong 44 trận đấu. Litmanen sở hữu vinh danh là một trong ba người được trình bày trong một video đặc biệt tại Bảo tàng Ajax. Hai người khác là Marco van Basten và Johan Cruyff. [5] Trong thời gian của mình tại Ajax, một số người hâm mộ gọi ông là "Merlin" vì sự kỳ diệu ông mang đến sân.

### Barcelona
Năm 1999, Litmanen đã được tái hợp vị huấn luyện viên cũ van Gaal của mình tại FC Barcelona. Màn trình diễn của ông tại đội bóng, tuy nhiên, phần lớn bị ngăn cản bởi chấn thương, và khi van Gaal được thay thế bởi Llorenç Serra Ferrer, cơ hội ra sân thậm chí còn nhỏ hơn. Cuối cùng, Litmanen chuyển đến Liverpool theo dạng tự do, trong tháng 1 năm 2001.

### Liverpool
Litmanen được đánh giá là 'một trong những bản hợp đồng thành công nhất mà Liverpool từng có" bởi huấn luyện viên Gérard Houllier khi chiêu mộ cầu thủ này tới đội bóng mà anh từng ủng hộ từ khi còn là cậu bé. Tuy nhiên, một lần nữa chấn thương lại ngăn cơ hội ra sân của Litmanen. Anh ghi các bàn thắng trong trận gặp Tottenham Hotspur và Bayer 04 Leverkusen và AS Roma. Anh là thành viên của Liverpool đoạt cú ăn ba vào năm 2001, mặc dù anh bỏ lỡ cả ba trận chung kết vì chấn thương. Litmanen được cho phép rời đội bóng theo dạng tự do vào mùa giải 2001-02.

### Trở lại Ajax
Limanen quyết định trở lại Ajax Amsterdam, và được chào đón như một người hùng trở về. Anh là một trong những cầu thủ chủ chốt của Ajax vào tới tứ kết cúp C1 mùa giải 2002-03. Tuy nhiên tới giữa mùa giải sau đó, Litmanen lại bị thanh lý hợp đồng.

### FC Lahti và Hansa Rostock
Litmanen trở lại Phần Lan để gia nhập FC Lahti và được coi là "sự trở lại của ông vua". Tuy nhiên, Litmanen chuyển đến Hansa Rostock vào tháng 1 năm 2005 để giúp đội bóng chống xuống hạng. Tuy nhiên, cuối cùng Hansa bị xuống hạng và Litmanen rời khỏi đội bóng.

### Malmö FF
Litmanen gia nhập Malmö FF vào tháng 7 năm 2005 để giúp đội bóng Thụy Điển có suất dự Cúp C1. Tuy nhiên, điều này đã không thành hiện thực và Litmanen bị chấn chấn thương suốt của mùa thu. Anh quyết định tiếp tục thi đấu cho Malmo vào năm 2006, tuy nhiên anh lại gặp một số chấn thương và phải nghỉ gần hết mùa giải. Dù sao, trong những trận anh ra sân anh vẫn luôn chơi tốt. Và sau khi chữa khỏi chấn thương mắt cá, Malmo và Litmanen gia hạn hợp đồng tới năm 2007. Tuy nhiên, một chấn thương mắt cá vào tháng 6 năm 2007 khiến Litmanen phải rời đội bóng.

### Fulham
Trong tháng 1 năm 2008, Litmanen đã nhận được lời mời thử việc 10 ngày từ Fulham bởi của cựu huấn luyện viên đội tuyển bóng đá quốc gia Phần Lan, Roy Hodgson, và đã được ký kết vào ngày 31 Tháng Một năm 2008 cùng với đồng hương Toni Kallio. Chỉ 1 tuần sau khi ký hợp đồng với Fulham, Litmanen đã phải trở về Phần Lan để nghỉ, sau anh bị chấn đoán mắc bệnh về tim nghiệm trọng.
Vào ngày 31 tháng ba 2008, Litmanen xuất hiện lần đầu trong màu áo Fulham ở đội dự bị gặp đội dự bị Tottenham Hotspur. Năm phút trước khi hết hiệp 1, Litmanen ghi bàn thắng mở đầu từ một quả phạt đền. Anh được thay thế sau 63 phút, và đội dự bị Fulham tiếp tục bị thua trận đấu 1-3. Mặc dù ký hợp đồng cho câu lạc bộ vào tháng Giêng, Litmanen đã bị phá hợp đồng bởi Fulham tháng năm của năm đó mà không có một trận đấu nào ở giải ngoại hạng.

### Trở lại Lahti
Tờ báo địa phương của Helsinki báo cáo rằng trong suốt kỳ nghỉ của mình tại Roma vào tháng Sáu, anh được tiếp cận bởi cựu cầu thủ Hy Lạp, và bây giờ Tổng giám đốc của PAOK, Zisis Vryzas cho khả năng gia nhập câu lạc bộ của ông mùa sau. Litmanen đã được tập luyện với Lahti cho một vài tuần lễ trong mùa hè 2008.
Ngày 8 Tháng Tám năm 2008, có tin chính thức rằng Litmanen sẽ chơi cho câu lạc bộ cũ của ông Lahti của giải vô địch Phần Lan cho phần còn lại của mùa giải 2008. Ông chỉ chơi 34 phút trong trận đầu tiên của ông. Anh đã ghi bàn hai lần và đã kiến tạo 2 bàn khác. Ông đã đóng một vai trò quan trọng khi FC Lahti cho lần đầu tiên kết thúc ở vị trí thứ ba ở giải và hội đủ điều kiện để thi đấu ở cúp châu Âu lần đầu tiên trong lịch sử của câu lạc bộ. Anh đã ký một mới một năm hợp đồng với Lahti ngày 16 tháng 4 năm 2009. Litmanen ghi bàn thắng đầu tiên ở cúp châu Âu cho Lahti trong trận thắng 2-0 trước Gorica tại vòng loại thứ hai của UEFA Europa League, với tổng tỉ số cuối cùng là 2-1.

## Thi đấu quốc tế
Jari Litmanen là cầu thủ thi đấu nhiều nhất của Phần Lan và là cầu thủ ghi bàn hàng đầu trong lịch sử. Sự nghiệp quốc tế của ông đã kéo dài trong hai thập kỷ.
Litmanen có trận ra mắt cho đội tuyển bóng đá quốc gia Phần Lan vào ngày 22 tháng 10 năm 1989 với Đội tuyển bóng đá quốc gia Trinidad và Tobago, và ghi bàn thắng đầu tiên của mình vào ngày 16 tháng 5 năm 1991 trong trận gặp Malta. Thực tế là không bao giờ Phần Lan có đủ điều kiện cho một giải đấu lớn cũng đã ngăn cản Litmanen chứng mình tài năng của mình ở cấp độ cao nhất trên đấu trường quốc tế. Litmanen là đội trưởng của Phần Lan từ năm 1996 tới 2008, và được cho là cầu thủ chính của họ trong hơn một thập kỷ qua.